# Sun City West, Arizona
Sun City West je naseljeno područje za statističke svrhe u američkoj saveznoj državi Arizona. Prema popisu stanovništva iz 2010. u njemu je živjelo 24,535 stanovnika.